# Haroldo Duarte

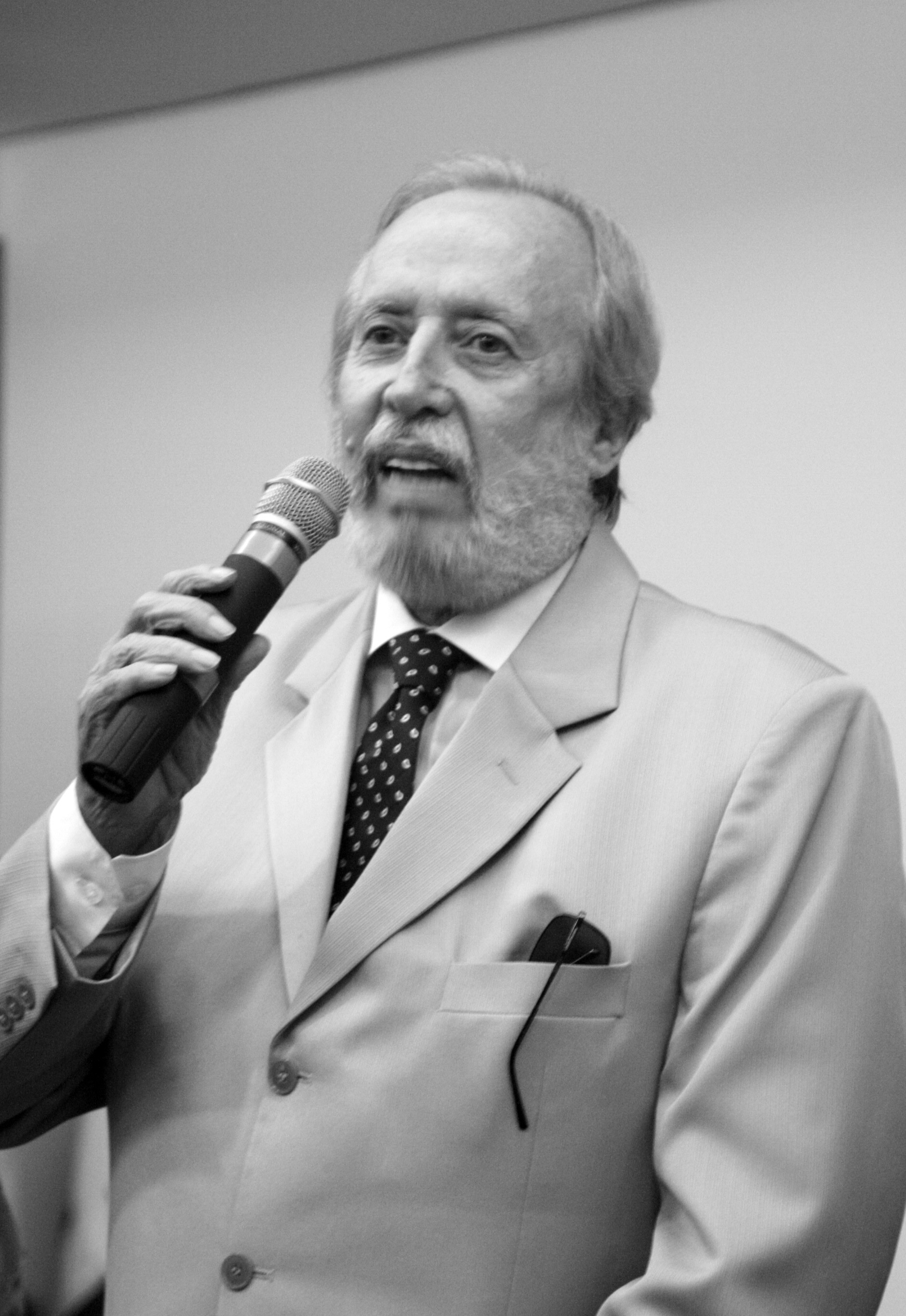
Haroldo Duarte

Haroldo Silva Duarte (Anápolis, 11 de maio de 1934 – Anápolis, 12 de julho de 2012) foi um político, empresário e jornalista brasileiro. Foi Deputado Estadual, em Goiás (1958-1962) e Deputado Federal (1963-1967), eleito pelo Partido Trabalhista Brasileiro (PTB).

## Biografia
Filho de Jonas Ferreira Alves Duarte, banqueiro, vice-governador e governador interino de Goiás (1954-1955); prefeito de Anápolis (1963-1965), e de Luzia Silva Duarte. Seu avô materno, Graciano Antônio Silva, foi intendente municipal em Anápolis de 1923 a 1927 e prefeito da cidade de 1945 a 1947. Seu primo Henrique Meireles foi presidente do Banco Central do Brasil, cargo que ocupou de 2003 a 2011.
Haroldo foi casado com Tânia Duarte, filha de Sócrates Mardocheu Diniz, que foi Prefeito de Anápolis (1951-1952) e suplente de Senador (1959-1960). O casal tem quatro filhos: Claudine Maria (arquiteta), Glauco (médico), Isabela Maria (bioquímica-farmacêutica) e Telmo (médico).
Fez seus estudos no Colégio Santo Agostinho, em Belo Horizonte, e na Faculdade de Direito da Rua 20 (Universidade Federal de Goiás), turma Fidel Castro, bacharelando-se em 1960. Em Anápolis, foi diretor da firma Duarte & Cia Ltda, a primeira revendedora Ford em Goiás. Fundou, ainda, a Jana Veículos, concessionária Chrysler na região, nos anos 60 e 70. Foi presidente da Fundação de Esportes da Prefeitura Municipal, Secretário Municipal, na gestões dos prefeitos Henrique Santillo  e Pedro Sahium. Foi conselheiro do Clube de Imprensa e membro do Conselho Fiscal da Associação Anapolina de Proteção ao Meio Ambiente. Haroldo Duarte se destacou, também, como dirigente esportivo na Associação Atlética Anapolina, Jockey Clube de Anápolis e Clube Recreativo Anapolino.

### Jornalismo
Entre 1956 e 1961 foi diretor do jornal O Anápolis, único diário então existente no interior de Goiás. O jornal O Anápolis foi fundado por Luiz Caiado de Godoy e outros, circulando em 31 de março de 1935. Em seguida o jornal passou à propriedade de diferentes grupos, até que, em 31 de outubro de 1970, encerrou suas atividades.
Mais adiante Haroldo Duarte fundou e dirigiu os jornais Correio do Planalto (1974-1978) e Gazeta Popular (1983-1985), também em Anápolis. Colaborou com a revista Platô e foi diretor da Sucursal do jornal Diário da Manhã, em Anápolis, onde também fundou e foi conselheiro do Clube de Imprensa. Transferindo-se para Brasília, dirigiu o jornal O Alvorada.
O jornal Correio do Planalto foi fundado pelos jornalistas Haroldo Duarte e Godofredo Sandoval Batista, com início de circulação em 22 de fevereiro de 1974. Em 1979 foi transferido a outro grupo empresarial e depois de cinco anos, em 30 de outubro de 1984, encerrou suas atividades. A Gazeta Popular pertencia à Planep – Planalto Empreendimentos e Promoções, sob a condução dos jornalistas Haroldo Duarte, Luiz Carlos Mendes e Godofredo Sandoval Batista, tendo circulado de dezembro de 1983 a outubro de 1991.
Em 1980, no dia 21 de setembro, o jornalista Haroldo Duarte participou, como representante de Anápolis, do programa “Cidade x Cidade” transmitido pela televisão dirigida por Silvio Santos. No programa participaram duas cidades do interior do Brasil – Anápolis e São João do Meriti - para disputar provas de força, de conhecimento, de talento musical e de beleza. A cidade goiana saiu vencedora e a participação do jornalista Haroldo Duarte, representante intelectual da cidade, foi decisiva, segundo matéria publicada no  jornal Opção.
O jornalista Haroldo Duarte, então Deputado Federal,  esteve na Copa do Mundo de 1966, na Inglaterra, e no jogo contra a Bulgária levou um cartaz com uma mensagem em inglês: “Go ahead, Brazil, Xata ir here” — ou seja, “Em frente, Brasil, Xata está aqui”. Xata era o apelido da Associação Atlética Anapolina, time do coração de Haroldo.
Em 2020 a Câmara Municipal de Anápolis aprovou projeto de lei dando o nome do jornalista Haroldo Duarte a uma praça de esportes localizada no Residencial Aldeia dos Sonhos.

### Atividades políticas
Haroldo Duarte iniciou sua vida política em outubro de 1958, quando se elegeu deputado estadual de Goiás, tendo sido o mais votado do Partido Trabalhista Brasileiro (PTB). Assumiu o mandato em fevereiro do ano seguinte, e em outubro de 1962 elegeu-se deputado federal por Goiás, ainda na legenda do PTB. Naquela eleição recebeu o apoio político do líder camponês José Porfírio, que atuava nas lutas de Trombas e Formoso, ficando conhecido, à época, como “o deputado dos camponeses”. Concluiu o mandato na Assembleia Legislativa em janeiro de 1963 e no mês seguinte assumiu a cadeira na Câmara dos Deputados.
Com a extinção dos partidos políticos, por força do Ato Institucional nº 2 (27/10/1965), e com a posterior instauração do bipartidarismo, ingressou no Movimento Democrático Brasileiro (MDB), partido de oposição ao regime militar vigente no país desde abril de 1964.
Na Câmara dos Deputados foi membro das comissões de Minas e Energia, de Relações Exteriores e do Distrito Federal. Foi favorável a uma reforma constitucional que possibilitasse as desapropriações necessárias à reforma agrária e instituísse medidas como o voto do analfabeto. Preocupava-se também com a fiscalização dos investimentos estrangeiros no país, defendia o monopólio estatal do petróleo e de outros ramos básicos da economia e a nacionalização dos bancos de depósito. Apoiava ainda a chamada política externa independente, inaugurada pelo presidente Jânio Quadros, que preconizava o não intervencionismo e a autodeterminação dos povos.
Em janeiro de 1967, deixou a Câmara dos Deputados ao final da legislatura, sem que houvesse disputado a reeleição em novembro do ano anterior. Em 1970, com a posse de Henrique Santillo na prefeitura de Anápolis, ocupou a Secretaria de Administração (1972) e, posteriormente, a Secretaria de Planejamento (1973). 

### PDT

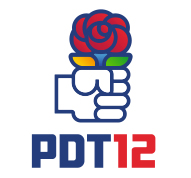
Símbolo do Partido Democrático Trabalhista

Com os primeiros indícios de abertura política, Ivete Vargas e Leonel Brizola, assim como outros trabalhistas, entre os quais Haroldo Duarte, se mobilizaram pela reorganização do PTB já em 1978. Antecipando-se à lei que extinguiu o bipartidarismo, que seria sancionada em 29 de novembro, o grupo de Ivete requereu ao Tribunal Superior Eleitoral (TSE), no dia 21, o registro provisório do partido. Uma semana depois, o grupo brizolista, do qual fez parte Haroldo Duarte, encaminhou também ao TSE pedido de registro da sigla. Em maio do ano seguinte, porém, o TSE deferiu o pedido em favor de Ivete. A concessão do registro do PTB ao grupo de Ivete foi denunciada pelos brizolistas como manobra governamental destinada a usurpar a legenda para transformá-la em um “partido biônico e patronal”. Os trabalhistas, sob a liderança de Brizola, fundaram então o Partido Democrático Trabalhista (PDT). Haroldo Duarte foi um dos fundadores do partido em Goiás, em 1980.
Nas primeiras eleições diretas depois do regime militar, em novembro de 1982, Íris Resende, do Partido do Movimento Democrático Brasileiro (PMDB), que fazia oposição ao governo federal, conquistou o governo de Goiás. Com a posse de Íris, em março de 1983, Haroldo Duarte tornou-se assessor especial do governo, permanecendo no cargo até 1985.
Em novembro de 1985, integrou a chapa encabeçada por Pedro Canedo, candidato à prefeitura de Anápolis, mas perdeu. Entre 1987 e 1988 foi assessor especial na Secretaria de Indústria e Comércio do governo do Distrito Federal. Presidente do diretório regional do PDT entre 1994 e 1996, em 1998 assumiu a presidência do diretório municipal do partido em Anápolis. No ano de 2005 era secretário municipal de Habitação em Anápolis, na gestão do prefeito Pedro Sahium.

### Anistia
Em 26/06/2006 Haroldo Duarte foi anistiado pela Comissão de Anistia do Ministério da Justiça, com base na Lei nº 10.559, de 13 de novembro de 2002 e. em 27 de abril de 2010, juntamente com outros anistiados, foi homenageado durante a 36ª Caravana da Anistia, realizada no auditório da Unievangélica, em Anápolis. Foi também anistiado pela Comissão Especial de Anistia do Estado de Goiás.

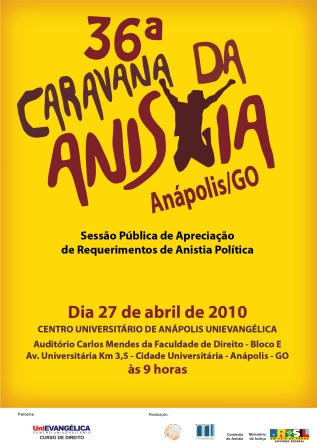
Caravana da Anistia, em Anápolis.

A perseguição política ficou demonstrada através da prisão em 1972 e Inquéritos Policiais Militares (IPM) instarados em desfavor do jornalista, para apurar suas ligações com o movimenro de Trombas e Formoso. A decisão da Comissão de Anistia, por meio da Portaria nº 781, de 18 de abril de 2007, assinada pelo Ministro Tarso Genro, declarou Haroldo Duarte como anistiado político, concedendo-lhe reparação econômica, de caráter indenizatório, em prestação mensal, correspondente ao pró-labore da empresa Duarte & Cia - Ltda.

A Comissão de Anistia, criada pela Lei nº 10.559/2002, está hoje funcionando junto ao Ministério dos Direitos Humanos e Cidadania, com a finalidade de julgar os pedidos de anistia, formulados pelas vítimas de perseguição política, em razão de fatos ocorridos no período de 18 de setembro de 1946 até 5 de outubro de 1988, reconhecendo a condição de anistiado político e o direito à reparação econômica